# Фјумара (Месина)
Фјумара је насеље у Италији у округу Месина, региону Сицилија.
Према процени из 2011. у насељу је живело 617 становника. Насеље се налази на надморској висини од 69 м.